# Muzică bisericească
În Biserica Ortodoxă, muzica sau cântarea este o componentă vitală a sfintelor slujbe. 
Într-adevăr, în Biserica Ortodoxă toate simțurile omului sunt solicitate și participă la slujbele aduse lui Dumnezeu: văzul, prin icoane, fresce, fumusețea arhitecturală și a veșmintelor liturgice; mirosul, prin parfumul tămâiei și a mirului; auzul, prin cântările hieratice și înălțătoare.
Cântarea sau muzica bisericească este mijlocul prin care omul își închină cugetele sale Domnului și totodată le îmbracă într-o haină folositoare și pentru alții. Ideile rugăciunii cântate se iau din cărțile bisericești întocmite de către imnografi inspirați pe temeiul Sfintei Scripturi. Ele hrănesc duhovnicește pe lot cel ce crede și râvnește întru a laudă pe Domnul în biserică, slujitorii aduc roadă buzelor, ca jertfă Domnului, folosindu-se și pe ei înșiși și pe alții de unde așteaptă o răsplată de la Domnul (Ev. 13,14; Osea 14,2). Și orice creștin este dator să vorbească în psalmi și în cântări duhovnicești spre a laudă pe Domnul în toată vremea (Efes 5,19).

## Tipuri
- Cântarea bizantină sau cântarea psaltică
  - Cântarea bulgărească
  - Muzica psaltică românească
  - Cântarea sârbească
- Muzica bisericească românească
  - Muzica psaltică românească
  - Cântarea cunțană (Transilvania)
  - Cântarea bănățană (Banat)
- Cântarea carpato-rusă
- Cântarea galițiană
- Cântarea georgiană
- Muzică gregoriană
- Cântarea rusească
  - Bakhmetev Obikhod
  - Cântarea bulgărească (rusească)
  - Cântarea grecească (rusească)
  - Cântarea kieveană
  - Cântarea veche Simonov
  - Cântarea valaamită
  - Cântarea znamenită

## Citate
- ”Ce înseamnă și ce s-a zis de apostoli: “Cânt cu duhul, dar cânt și cu mintea?” R. “Cântă cineva cu duhul când rostește numai cu limba cele cantate și, cântă cu mintea, cunoscând înțelesul celor cantate, se veselește în contemplarea lor” - Filoc. II, 209,2.

- ”Cântărea este o dulceață a chitarei, a sufletului, atinsă de cineva dinafară. Iar sufletul, dacă nu-i vine în vremea rugăciunii într-ajutor grăirea tainică în duh, nu se străpunge ușor de cele cantate. “Căci a ne ruga cum trebuie, nu știm”. La aceasta îl aduce, pe cel ce se roagă numai Duhul Sfânt” - Filoc. IV, 297,109.

- “Voim că cei ce vin în biserica spre a cânta, să nu întrebuințeze strigări necuviincioase, silind firea spre răcnire, nici a pronunța ceva din cele nepotrivite și… neapropiate de biserica: ci cu multă luare aminte și cu umilință să aducă lui Dumnezeu, privitorul celor ascunse, acest fel de psalmodii. Căci Sfințitul Cuvânt a învățat că fiii lui Izrael să fie evlavioși” (Lev. 22, 32). - VI ec. 75.

- ”Afară de cântăreții canonici care stau la strana și cântă din cărțile de slujbă, nu se îngăduie altora să cânte în biserică, ca să nu facă dezordine.” - Laod. 15.

- ”Nu este îngăduit citeților și cântăreților a purta orar ca ipodiaconii și așa să citească sau să cânte în biserică”. - Laod. 23.

- ”Nu se cade să se rostească în biserica cântări alcătuite de oricine, nici să se citească din cărți neaprobate de biserică, ci numai din cărțile canonice ale Testamentului Vechi și Nou”. - Laod. 59.